# Mazara del Vallo
Mazara del Vallo (AFI: [madˈd͡zaˑɾa del ˈvalːo]) è un comune italiano di 49 994 abitanti del libero consorzio comunale di Trapani, in Sicilia. Affacciato sul Mar Mediterraneo, alla foce del fiume Màzaro, dista meno di 200 km dalle coste tunisine del Nord Africa. È sede dell'omonima diocesi. La città è uno dei più importanti e noti porti pescherecci del Mediterraneo, base di armamento di una flotta di circa 400 grandi motopescherecci d'altura (con circa 4 000 pescatori imbarcati) che ne fa il principale distretto della pesca in Italia.
Il centro storico, un tempo racchiuso dentro le mura normanne, include numerose chiese monumentali, alcune risalenti all'XI secolo. La parte più antica ha i tratti tipici dei quartieri a impianto urbanistico islamico tipico delle medine, chiamato casba, con le viuzze strette e tortuose, rappresenta una delle pochissime testimonianze architettoniche rimaste della presenza araba in Sicilia e in Italia.

## Geografia fisica

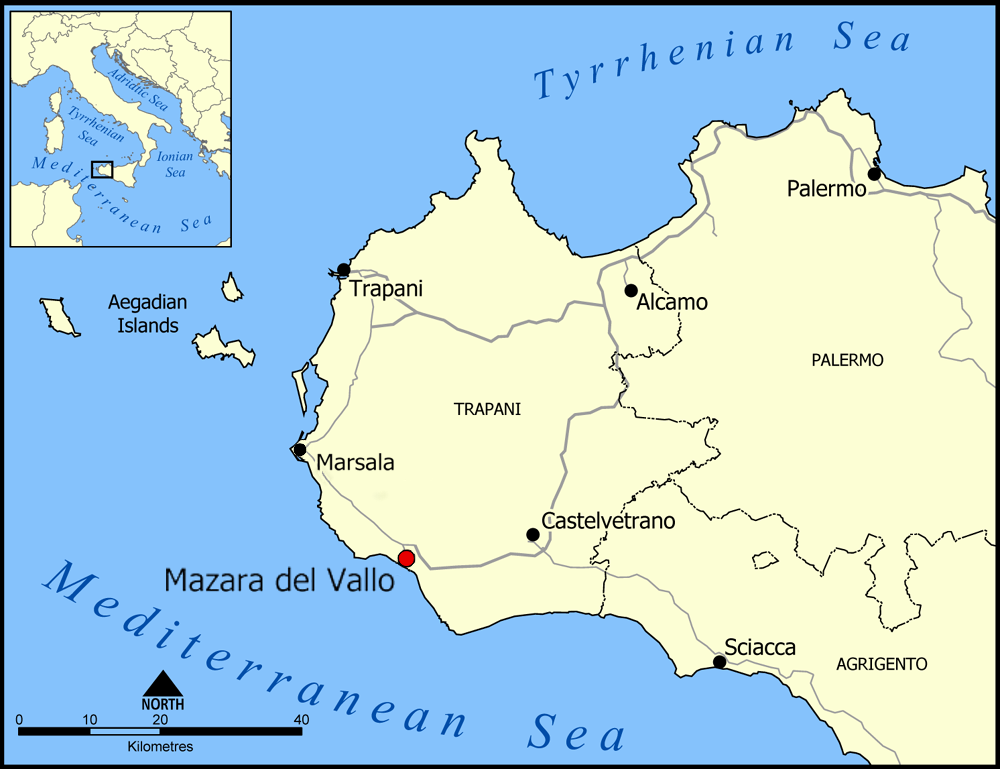

Il centro abitato di Mazara del Vallo si adagia su un dolcissimo declivio che da un’altitudine di alcune decine di metri scende verso il mare.
Il resto del territorio è abbastanza pianeggiante, due fiumi lo attraversano, il Mazaro e l'Arena. Il primo divide in due il centro abitato, il secondo l'immediata periferia est. Su quest'ultimo, al confine col comune di Castelvetrano, è stata eretta una diga omonima al lago artificiale a cui ha dato origine, il Lago Trinità.
Nella campagna circostante sono presenti zone umide, siti d’interesse comunitario e riserve naturali. Una loro descrizione più dettagliata è inserita nella sezione aree naturali.

### Clima
Gli inverni sono miti e la temperatura non scende solitamente sotto i 9 °C. Le estati sono generalmente caratterizzate da una fresca ventilazione continua di tipo orografico orientata da nord-ovest: si tratta di un vento d'imbatto che si alza puntualmente alle 11:00 per calare verso le 19:00. Il clima è umido tutto l'anno. Lo scirocco, vento da sud-est, apporta un aumento dell'umidità appesantendo l'aria. Le condizioni sciroccali possono protrarsi, anche se di rado, cinque giorni.
Il regolare regime dei venti appena descritto, rende Mazara del Vallo un sito ideale per gli sport velici: la località risulta mèta di appassionati di kite e windsurf provenienti da tutto il mondo, essendo inserita nell'elenco delle location ideali per tale disciplina.

## Storia
La storia di Mazara del Vallo è strettamente legata alla sua posizione geografica, essendo la punta della Sicilia più vicina alla costa africana. Tuttavia le sue origini sono antecedenti alla nascita della navigazione marittima. Infatti i primi insediamenti umani nel territorio mazarese risalgono al paleolitico superiore. Presso Roccazzo sono state rinvenute tracce di grattatoi, bulini, lame di selce e altri prodotti artigianali. Successivi insediamenti, risalenti al mesolitico, sono stati rinvenuti presso i Gorghi Tondi. Si hanno testimonianze di insediamenti umani anche durante il neolitico, con le tombe a grotticella, e durante l'eneolitico, con diversi insediamenti capannicoli e necropoli. Durante l'età del bronzo gli insediamenti si concentrano lungo le valli del Mazaro e dell'Arena, nelle contrade Gattolo, Granatelli e Malopasso. Intorno al 1000 a.C. i Sicani della zona lasciano tombe monumentali a dromos.
Nell'XI secolo a.C. si hanno i primi contatti con i Fenici, che trovano in Mazara un luogo ideale per effettuare soste durante i lunghi viaggi verso la Spagna. Inizialmente sono transitorie, successivamente fondano un emporio, con stabilimenti e depositi permanenti, come testimoniato dai vasi, vetri e monete di origine fenicia ritrovati tra la foce del Mazaro e Capo Feto. Altri resti che confermano la presenza fenicia a Mazara si hanno negli scavi nel Palazzo dei Cavalieri di Malta, distante appena pochi metri dalla foce del Mazaro. Ma solo durante il periodo greco-selinuntino la città diviene un centro urbano organizzato, un fiorente emporio di Selinunte, un primo periodo di grande espansione della città, tanto che vengono coniate monete proprie con la scritta ἐμπόριον (empòrion). Distrutta Selinunte ad opera dei Cartaginesi nel 409 a.C., Mazara attraversa un periodo di circa 150 anni in cui si alternano la dominazione siracusana e quella cartaginese, fino alla conquista dell'isola da parte di Roma. Il periodo punico e romano è testimoniato dall'abbondanza di ritrovamenti in città: sarcofagi, urne cinerarie, lapidi funerarie, mosaici, e ville romane. Già dai primi secoli il cristianesimo muove i primi passi in città, ed è in questo periodo che nasce San Vito, patrono della città. Il più probabile luogo di riunione dei primi proseliti della nuova religione furono le grotte di San Bartolomeo, in contrada Miragliano.
Le incursioni dei Vandali e dei Goti non risparmiarono la città, che visse un periodo di decadenza socio-economica e demografica. Gli abitanti, infatti, temendo le incursioni barbariche, si allontanarono dal centro cittadino spostandosi nelle campagne circostanti. Solo nel 533, quando Belisario, alla guida dei Bizantini, sconfisse i Vandali, la città ritrovò un clima di tranquillità, cominciando a ripopolarsi. L'eccessiva pressione fiscale della nuova dominazione, però, ostacolò l'allora nascente commercio ed artigianato locale. Fu solo con i musulmani d'Africa, Arabi e, soprattutto, Berberi, sbarcati a Capo Granitola, nei pressi di Mazara il 16 giugno 827, che si ebbe il risveglio economico della città, che divenne il più grosso centro giuridico della Sicilia e un importante punto commerciale, artistico e letterario. Tra i giuristi si ricordano Imam al-Mazari, Abu Abd Allah al-Mazari, Ibn Abd al-Farag; tra i letterati Ibn Rasiq, Ibn Safar, Ibn al-Birr, Ibn Makki, Abd al-Halim. La popolazione raggiunse i 30 000 abitanti, e la città divenne la seconda del Vallo, dopo Palermo.
Nel 1072, con i Normanni, la città vide l'edificazione della Cattedrale, e l'istituzione di una nuova Diocesi. Nel periodo dal 1093 al 1097, divenne sede governativa e dimora del conte Ruggero. Nel 1154 il geografo Idrisi soggiornò a Mazara, e la descrisse nel libro di Ruggero. Dopo i Normanni, la città conobbe un nuovo periodo di depressione: Federico II di Svevia nel 1216 decise di trasferire tutti i musulmani presenti sul territorio nella Piana di Lucera, in Puglia, nuocendo gravemente alla locale produzione agricola ed artigianale. Neanche con la successiva dominazione angioina le cose cambiarono. Sul finire del 1317, re Federico III d'Aragona con tutta la sua corte fissò la propria dimora nella città. Tornato a Palermo, nel luglio 1318 emanò una serie di provvedimenti che poche città dell'epoca potevano vantare: abolì i tributi dei baroni sulle vettovaglie, concesse l'uso della legna nelle foreste di Birryibaida e di Castelvetrano, istituì una fiera franca della durata di 30 giorni.
La città conobbe anche un periodo di dominio signorile, sotto i Peralta (1392-1397), i conti Cabrera (1418-1445), il duca di Calabria Ferdinando (1450-1479), la regina Giovanna (1479-1518) ed infine il conte Cardona (1521-1531). Durante questo periodo storico, la città dovette riscattare la propria libertà per ben due volte, a proprie spese, ritornando al Regio Demanio, sotto il quale conobbe, nel Seicento, anni di miseria, culminati nel tumulti del 1647. In questi periodi fu la Chiesa mazarese a lenire la sofferenza della popolazione, devolvendo l'intero ricavato dei tributi della Diocesi. E il 3 novembre 1797 avvenne il miracolo del movimento degli occhi dell'immagine di Maria SS. del Paradiso, che venne incoronata, su richiesta dell'allora vescovo Mons. Orazio Della Torre, il 10 luglio 1803.
Nel secolo successivo la città partecipò con entusiasmo ai moti indipendentistici del 1820, 1848 e 1860, e durante il plebiscito del 21 e 22 ottobre 1860, i cittadini sottoscrissero l'unità nazionale, con soli venti elettori contrari. L'unità, tuttavia, non apportò miglioramenti alle condizioni della città, e i lavoratori più umili si organizzarono nel locale fascio dei lavoratori nel 1893. L'insofferenza delle classi meno abbienti sfociò nei moti del 31 dicembre 1893-3 gennaio 1894, repressi con la dichiarazione dello stato d'assedio da parte di Francesco Crispi, che determinò lo scioglimento dei fasci.
Seguì un periodo di depressione economica e demografica, iniziato con i flussi migratori verso gli Stati Uniti d'America, l'Australia e gli stati del Sud America, e culminato con la prima guerra mondiale. Tra il 1920 e il 1930, la flotta remo-velica divenne una flotta a propulsione meccanica, e questo determinò un aumento del pescato. La seconda guerra mondiale sospese momentaneamente lo sviluppo economico della città che riprese subito dopo la fine dell'evento bellico.

### Simboli
(Adria, Topographia)
Lo stemma della città di Mazara del Vallo è stato concesso assieme al gonfalone con decreto del presidente della Repubblica del 16 luglio 1996 con una più esatta blasonatura in sostituzione del precedente decreto di riconoscimento del Capo del Governo del 20 dicembre 1928.
(DPR 16.07.1996)
Nello stemma sono riportate le principali opere compiute dai Normanni: sulla destra, è raffigurato il castello con le sue tre torri, fatto edificare dal conte Ruggero I nel 1072; a sinistra è raffigurato il campanile della Cattedrale, a cinque piani, che nel periodo musulmano era il minareto della Moschea Magna. In cima a tale campanile si trova una croce; oggi invece è posta una statua di San Vito. Al centro l'immagine del Santissimo Salvatore, patrono della città insieme a san Vito.
La parte inferiore dello stemma raffigura le mura normanne di Mazara, e viene raffigurata la Porta centrale.
Il gonfalone è un drappo rettangolare di giallo.

## Monumenti e luoghi d'interesse

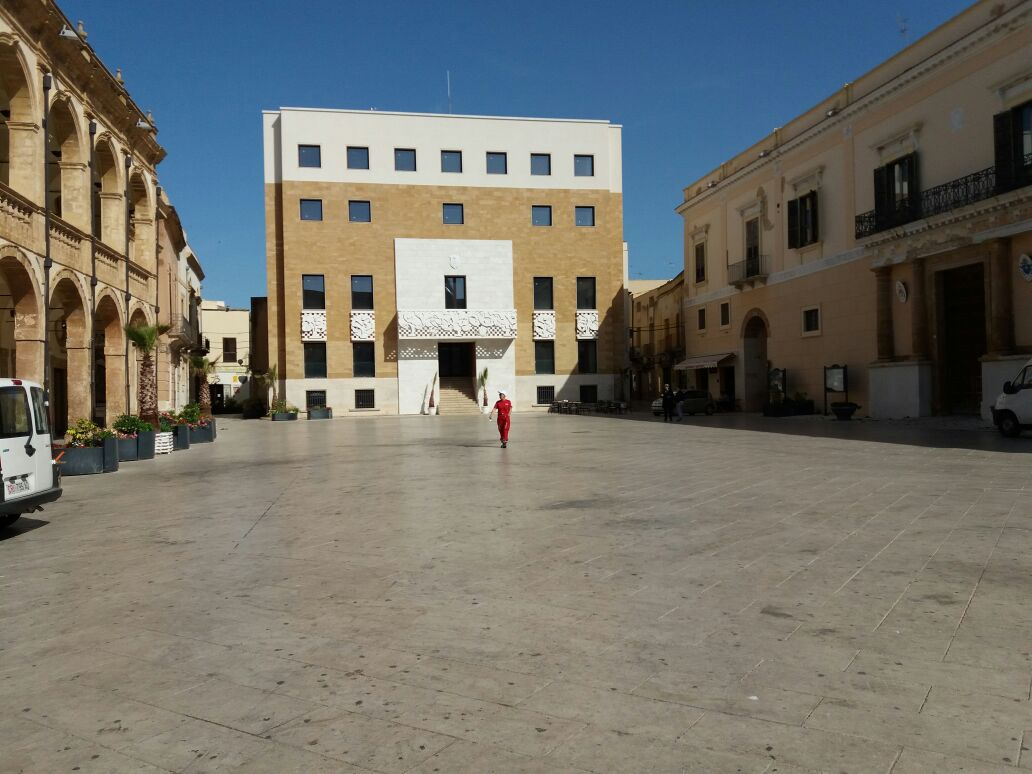
Piazza della Repubblica, con a sinistra il seminario vescovile, al centro il palazzo comunale e a destra il palazzo vescovile

Mazara del Vallo è sede di numerosi luoghi di interesse storico, che rievocano le diverse influenze culturali che ne hanno caratterizzato la storia.

### Architetture religiose
Le chiese principali sono:
- La Cattedrale sorta in epoca normanna, al posto di una precedente moschea distrutta per volere di Ruggero I, in seguito alla creazione nel 1093 della diocesi. Venne ricostruita completamente alla fine del XVII secolo in stile barocco. All'interno si conserva il gruppo statuario rappresentante la Trasfigurazione di Antonello Gagini.
- La chiesa di San Nicolò Regale del 1124 e la chiesa della Madonna delle Giummare dell'XI secolo (detta anche Madonna dell'Alto), entrambe di chiara matrice arabo-normanna.
- La chiesa di San Michele, del XII secolo, con annesso monastero femminile benedettino, venne rifatta nel XVII secolo in forme barocche.
- La chiesa di Santa Caterina, risalente al 1318 venne pure rimaneggiata in epoca barocca.
- La chiesa di San Francesco è un esempio di barocco siciliano, ricco di policromia e decorazioni.
- La chiesa di Sant'Ignazio, di cui è rimasto solo il prospetto, in seguito al crollo del tetto avvenuto nel 1933[18][19], con annesso il Collegio dei Gesuiti.
- Chiesa di Maria Santissima Annunziata al Carmine - Aula Consiliare - e convento dell'Ordine carmelitano.

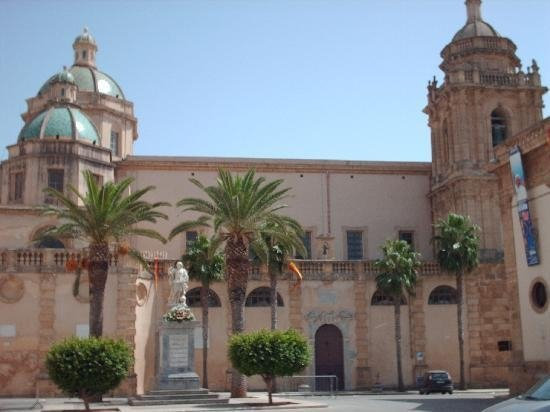
Ingresso della cattedrale da piazza della Repubblica
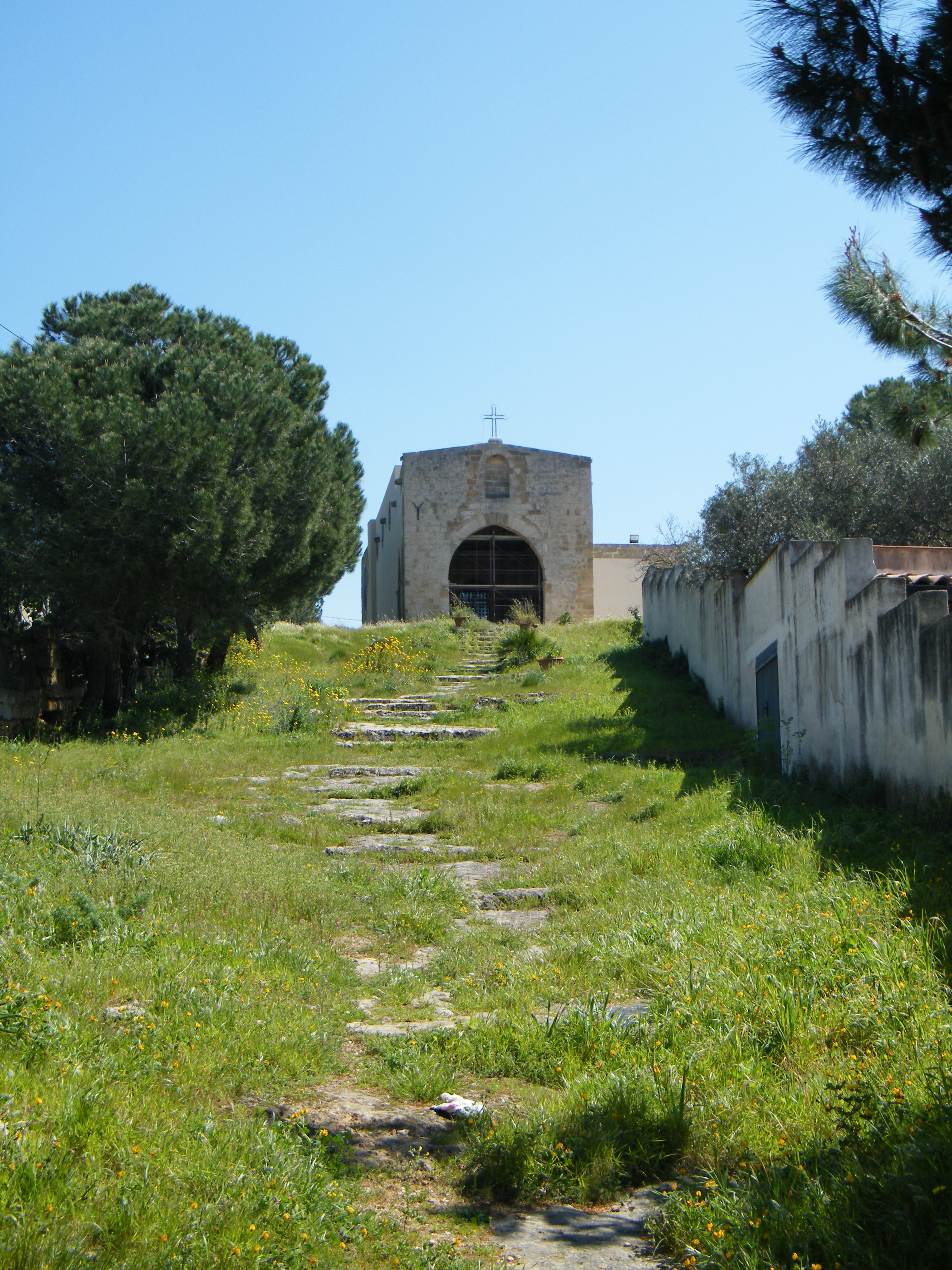
Chiesa della Madonna delle Giummare
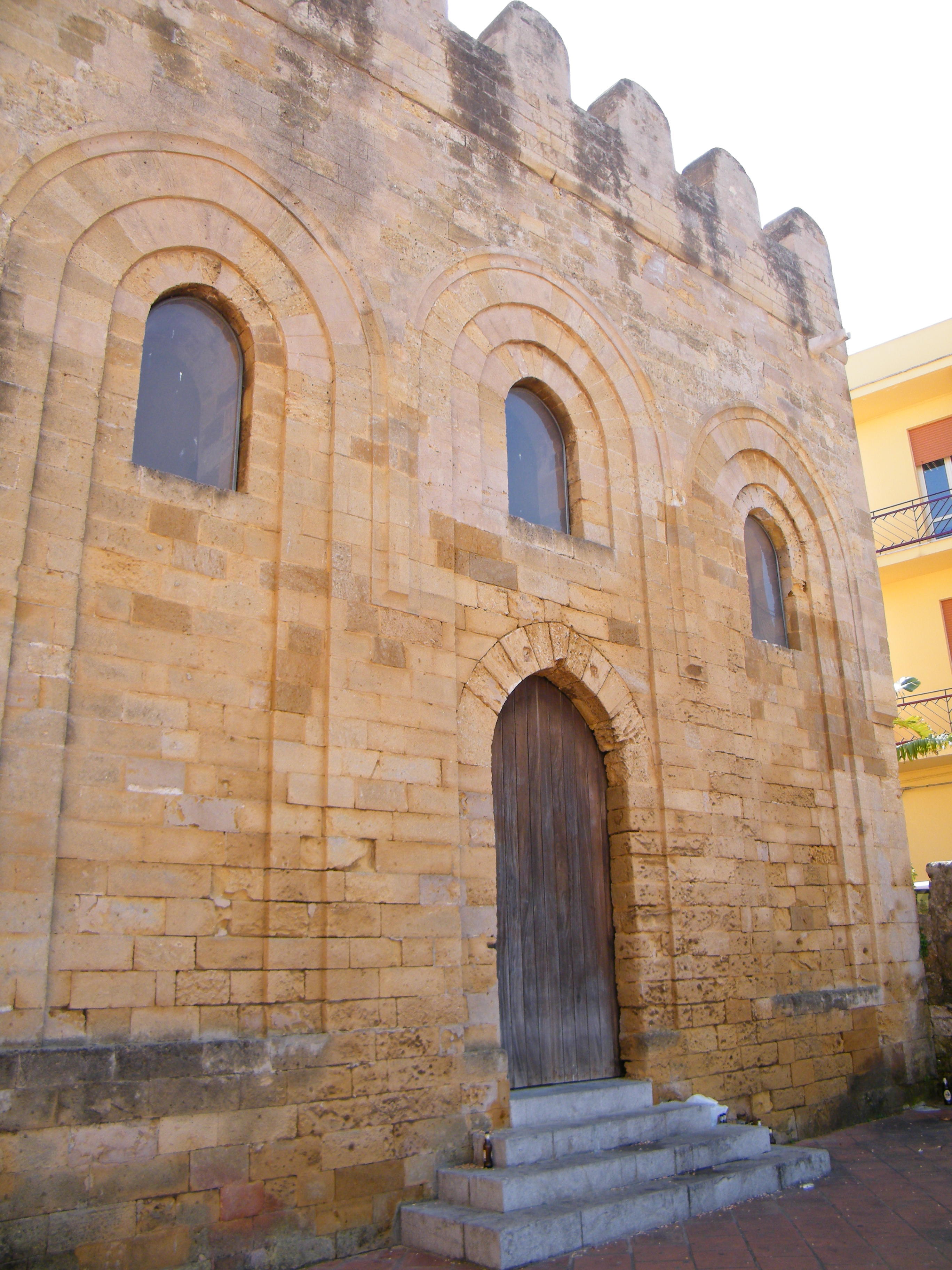
Chiesa di San Nicolò Regale
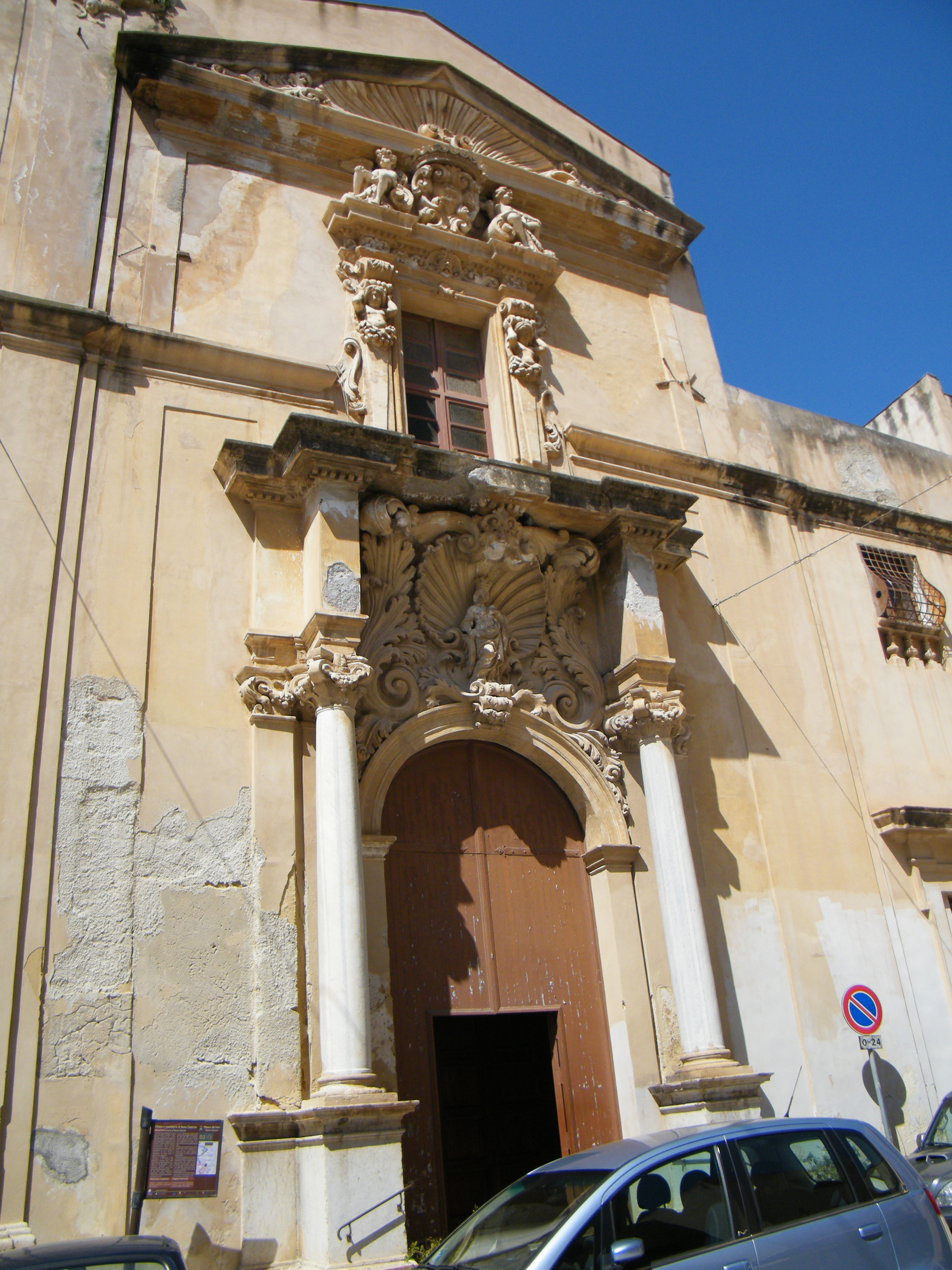
Chiesa di Santa Caterina
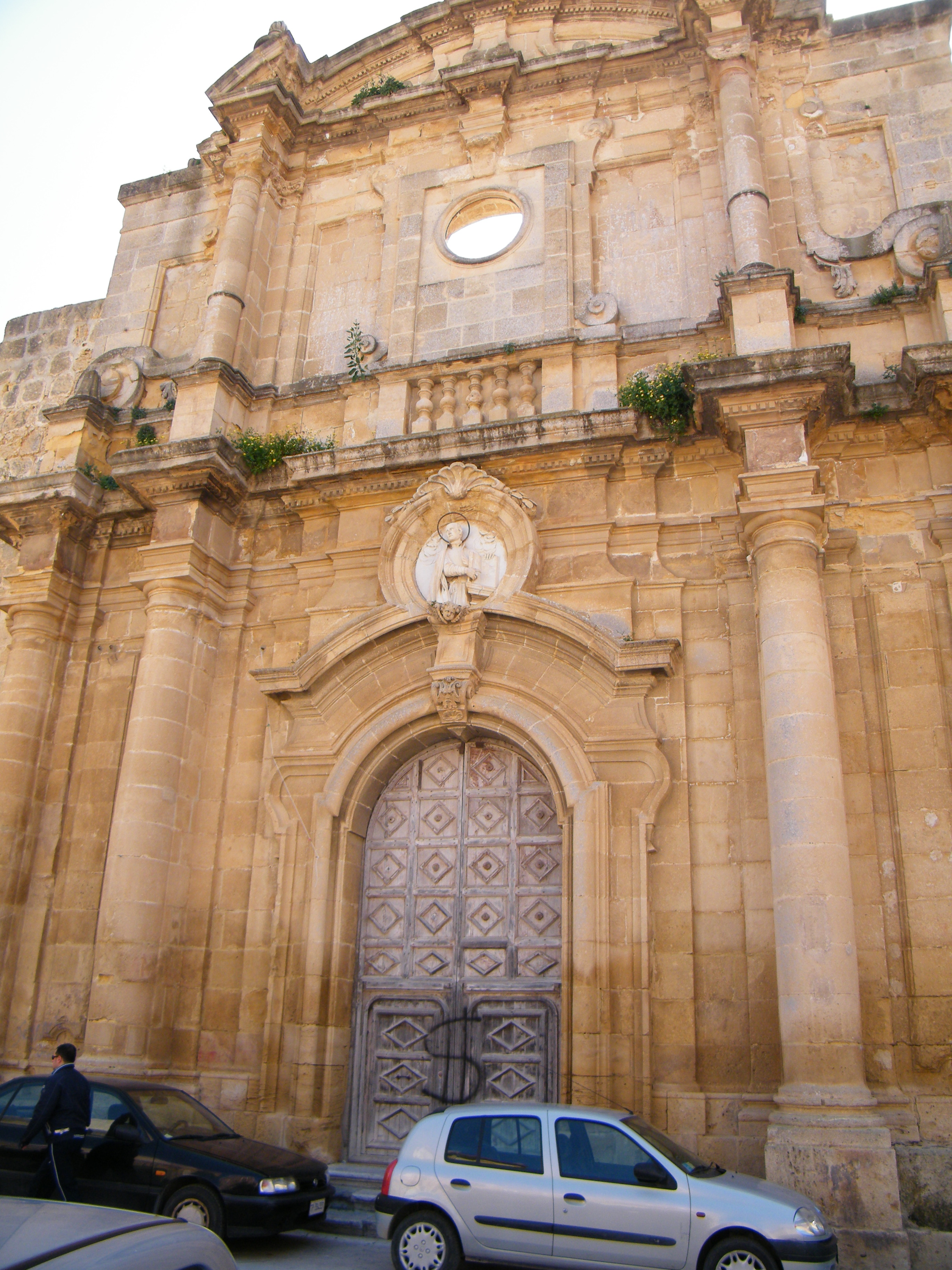
Chiesa di Sant'Ignazio
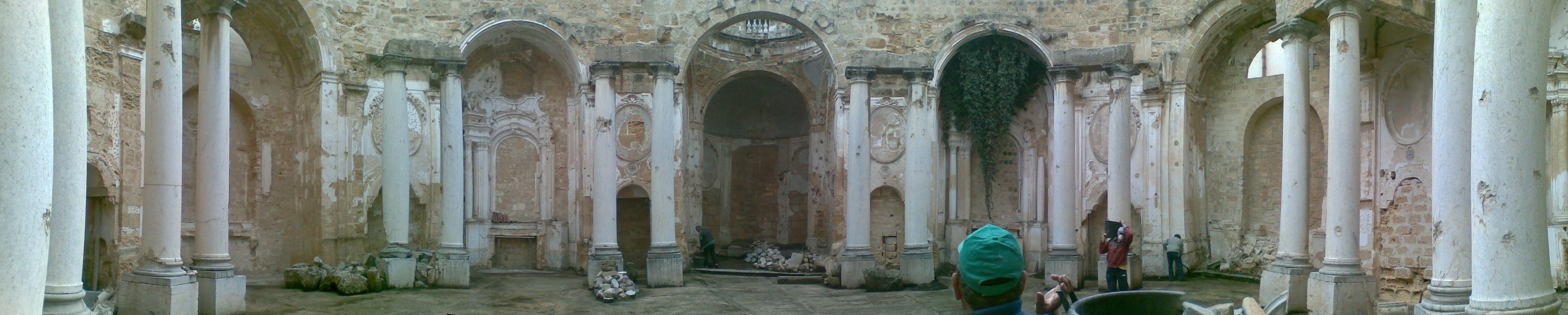
Interno della chiesa di Sant'Ignazio
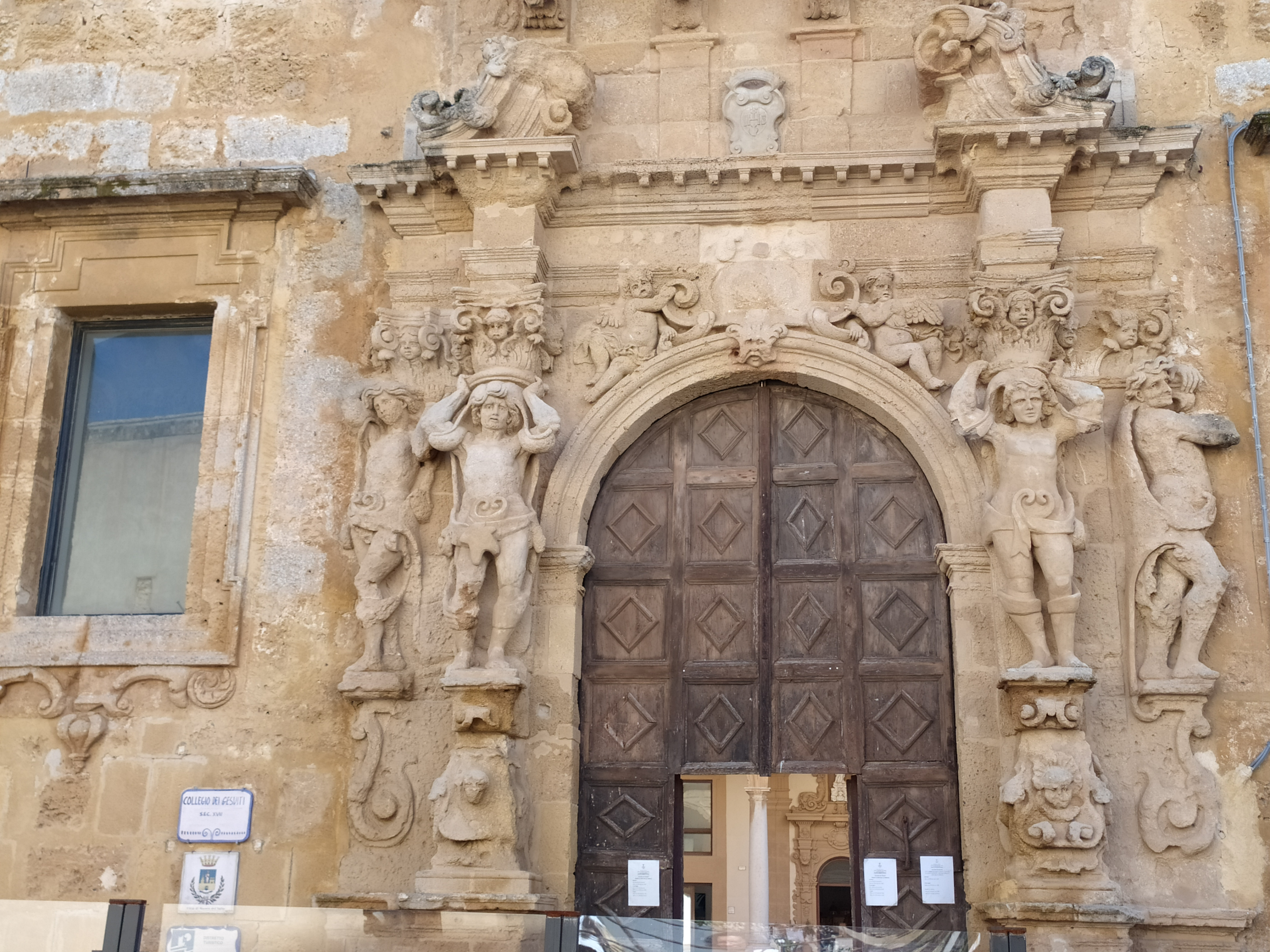
Facciata Collegio dei Gesuiti

### Architetture civili
- Il Palazzo vescovile del XVI secolo
- Il Palazzo del seminario del 1710.
- Resti di un acquedotto risalente al XVI secolo in Contrada Archi[20].

### Architetture militari

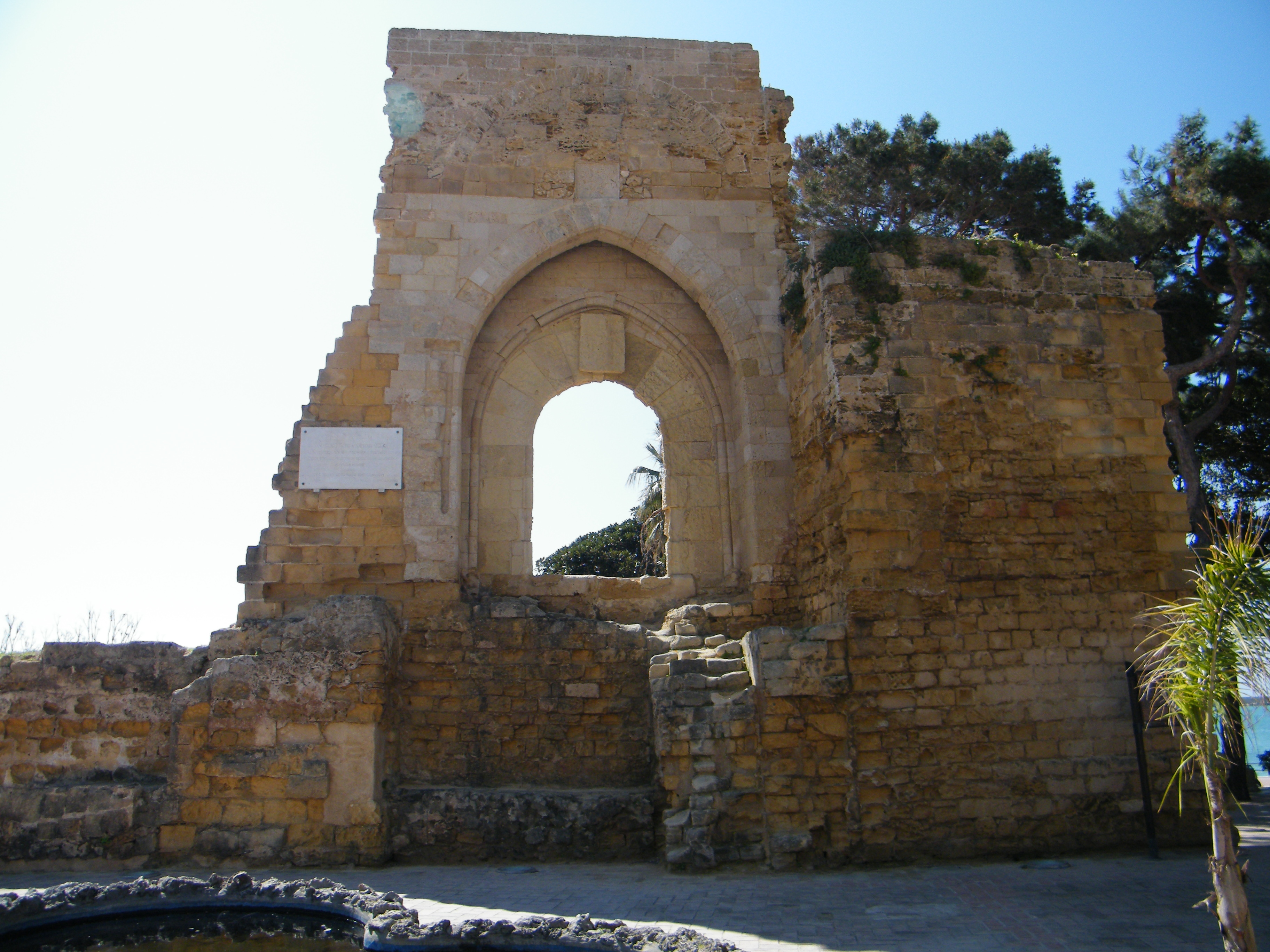
Arco normanno

- L'Arco normanno, che è ciò che resta dell'antico castello normanno che sorgeva nel centro storico della città, domina Piazza Mokarta e accanto si trova la Villa Jolanda, l'antico giardino del castello.

### Altro
- Piazza della Repubblica, la principale piazza cittadina
- Piazza Mokarta

### Siti archeologici
- L'insediamento eneolitico di Roccazzo, sito fuori dal centro abitato, nei pressi della frazione di Borgata Costiera;
- I resti di due ville romane: una nello spazio antistante la chiesa di San Nicolò Regale[21], un'altra in Contrada Mirabile[22].

### Aree naturali
La Regione ha riconosciuto all'interno del territorio di Mazara la riserva naturale integrale del Lago Preola e Gorghi Tondi (comprensiva del Margio Murana), affidata in gestione al WWF Italia, da non confondere con le varie sezioni WWF sparse per le regioni. L'area oltre che R.N.I. regionale, è anche Zona di protezione speciale (ZPS) e Zona speciale di conservazione (ZSC).
La Regione nel 1977 ha istituito l'Oasi di Protezione e Rifugio della Fauna di Capo Feto, palude costiera, mai vincolata come riserva naturale nonostante sia l'ultima vera palude costiera della Sicilia sud-occidentale. Il sito naturale di Capo Feto è inserito nella rete dell’Unione Europea Natura 2000, con codice ITA010006 e nome Paludi di Capo Feto e Margi Spanò.
Oltre alle summenzionate zone umide permane un altro ambiente importante ai fini della conservazione naturale: le sciare, (creste di rocce affioranti un tempo ricoperte da gariga e percorsi substeppici di graminacee e arbusteti mediterranei):
- di Mazara, ZPS ITA010031 e ZSC, ex SIC ITA010005;
- di Mazara, ZPS ITA010031 e ZSC, ex SIC ITA010005;

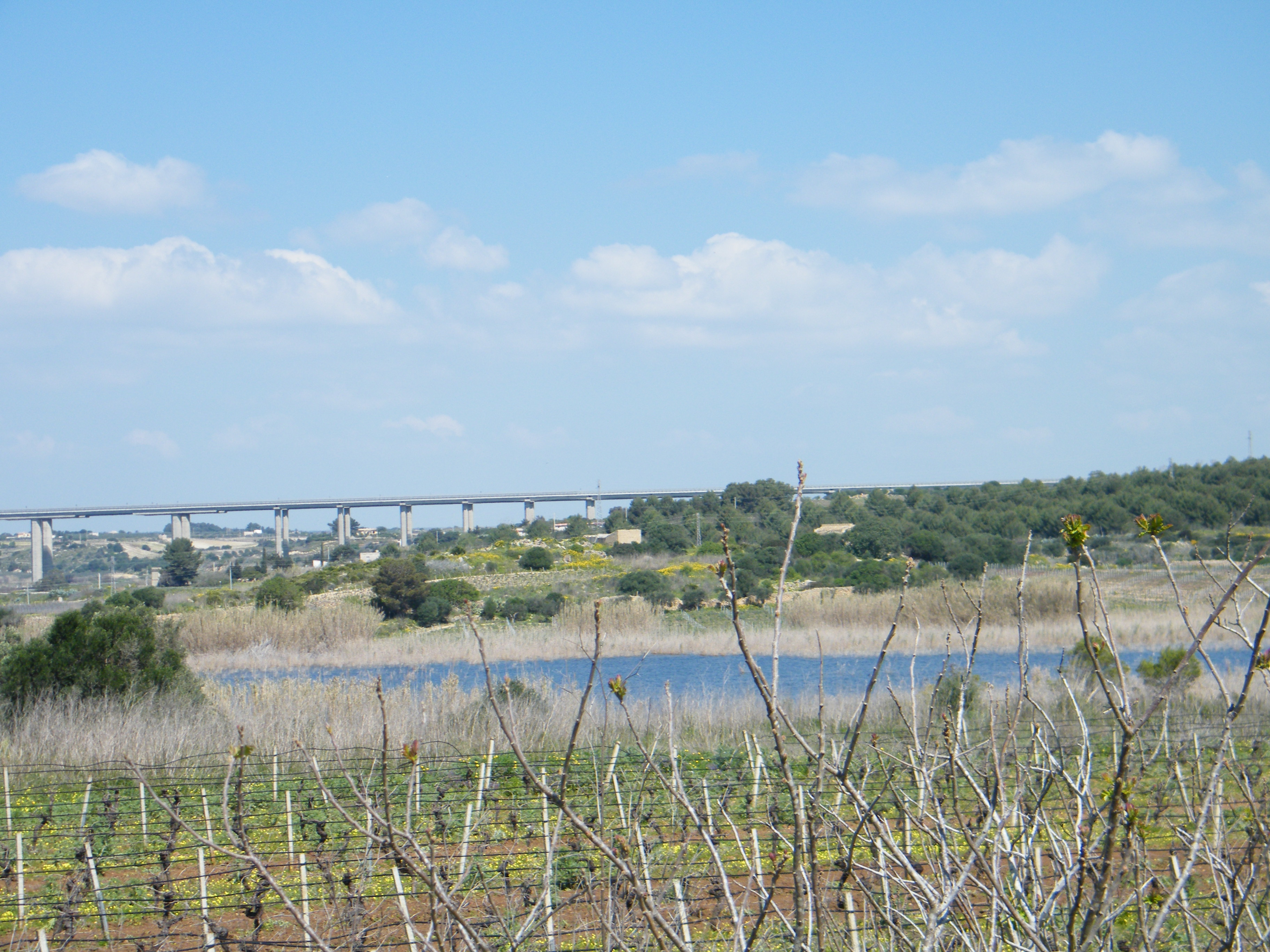
Lago Murana
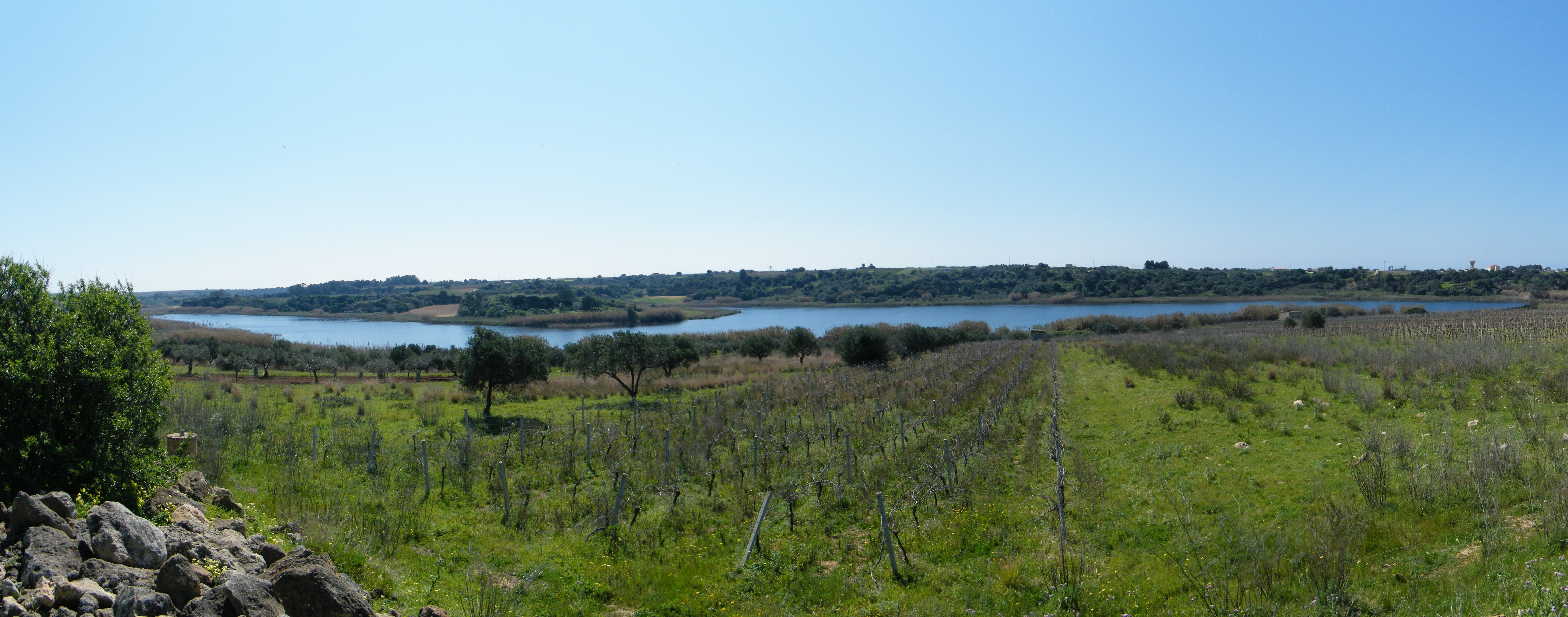
Lago Preola

## Società

### Evoluzione demografica

#### Periodo preunitario
Abitanti stimati
- Anno 1640: abitanti 7 788
- Anno 1798: abitanti 8 335

#### Periodo postunitario
Abitanti censiti

### Etnie e minoranze straniere
I cittadini stranieri residenti a Mazara del Vallo al 31 dicembre 2023 sono 3 437; i gruppi più numerosi per nazionalità:
- Tunisia 2296
- Romania 173
- Marocco 162

### L'immigrazione

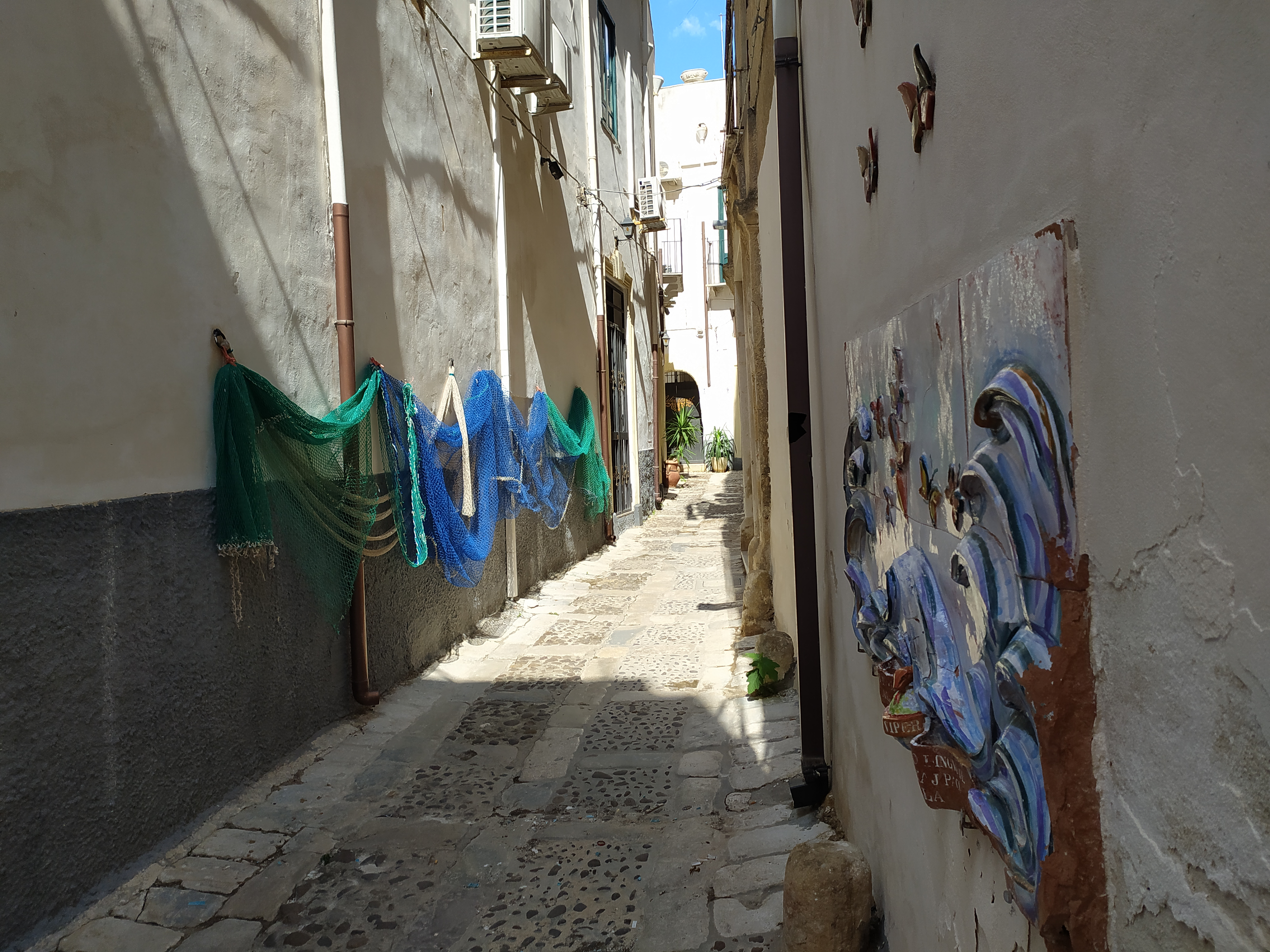
Una via della Casbah di Mazara

A Mazara del Vallo risiedono, spesso con le rispettive famiglie, circa 2.500 immigrati, provenienti soprattutto dal Maghreb, impiegati da oltre 25 anni nelle attività pescherecce, agricole e artigianali della città. Risiedono principalmente nel centro storico cittadino, di impronta araba. L'immigrazione tunisina in Sicilia è iniziata intorno alla fine degli anni sessanta, dopo poco meno di un millennio dalla vittoria decisiva sui musulmani del Conte Ruggero il Normanno nell'anno 1073, che riconquistò l'isola.
Malgrado l'opera di trasformazione compiuta da parte dei Normanni, la città di Mazara conserva ancora oggi moltissime caratteristiche distintive della cultura arabo-berbera. Il segno più evidente è l'impronta islamica del tracciato viario dell'antica città araba, oggi chiamato "Kasbah": vicoli e strade piccole e tortuose, che si dipartono da un asse centrale e portano a numerosi cortili, dove si aprono gli accessi alle abitazioni.
I primi tunisini erano alcune decine e sbarcarono clandestinamente sulle coste mazaresi, nascondendosi nei casolari sparsi nelle tenute agricole o chi a bordo dei motopescherecci. Considerata la facilità di reclutamento, seppure in forma clandestina, ben presto quelle poche decine di unità si moltiplicarono, con l'arrivo di parenti e conoscenti e l'immigrazione da Mazara si estese in brevissimo tempo ai paesi dell'entroterra: Castelvetrano, Campobello, Salemi, Alcamo e, successivamente, anche a Marsala e Trapani.
In poco tempo i tunisini iniziarono a sostituire la manodopera locale, che si rifiutava di svolgere attività più dure e pesanti, specialmente sui pescherecci, nelle campagne, e, in seguito, anche nei cantieri edili. La loro presenza più massiccia ora è collocata nella marineria; infatti circa la metà degli equipaggi degli oltre 350 pescherecci mazaresi è di origine tunisina. L'incremento della comunità tunisina e, di conseguenza, il maggiore sviluppo della marineria mazarese, si potrebbe attribuire alla disponibilità dei giovani tunisini, ai quali non viene concessa una qualifica maggiore di semplici marinai; le qualifiche più importanti, come quelle di capitano, capo pesca, motorista e secondo motorista vengono infatti affidate ai nativi locali.
Un tempo, la maggior parte degli imbarcati tunisini lavorava "in nero", e, oltre a percepire uno stipendio minore rispetto a quello dei colleghi italiani, non potevano usufruire dei diritti riguardanti l'indennità del fermo biologico, degli assegni familiari e dei contributi versabili per il raggiungimento della pensione. Oggi usufruiscono degli stessi diritti e doveri dei cittadini italiani, in quanto appoggiati dai sindacati e dai politici che, dal 2003, su proposta della Giunta e del Consiglio Comunale, hanno concesso a Mohamed Soufien Zitoun di partecipare al consiglio comunale come Consigliere Aggiunto, riconfermato nelle elezioni amministrative del giugno 2009. Da alcuni anni molti tunisini hanno aperto in città diversi esercizi commerciali tipici della loro cultura e della loro tradizione.
Oggi vivono e lavorano a Mazara diverse migliaia di tunisini, molti regolari e tantissimi clandestini. Gli immigrati si sono insediati quasi tutti nei quartieri più antichi, un tempo abitati dai loro antenati. In tal modo riprendono possesso di quelle case e di quei cortili che furono, un tempo, parte della Casbah. Moltissime famiglie abitano nelle zone di Porta Palermo e di Piazza Regina, altre hanno trovato alloggio anche nelle periferie e sono presenti nei diversi quartieri della città.

### Religione

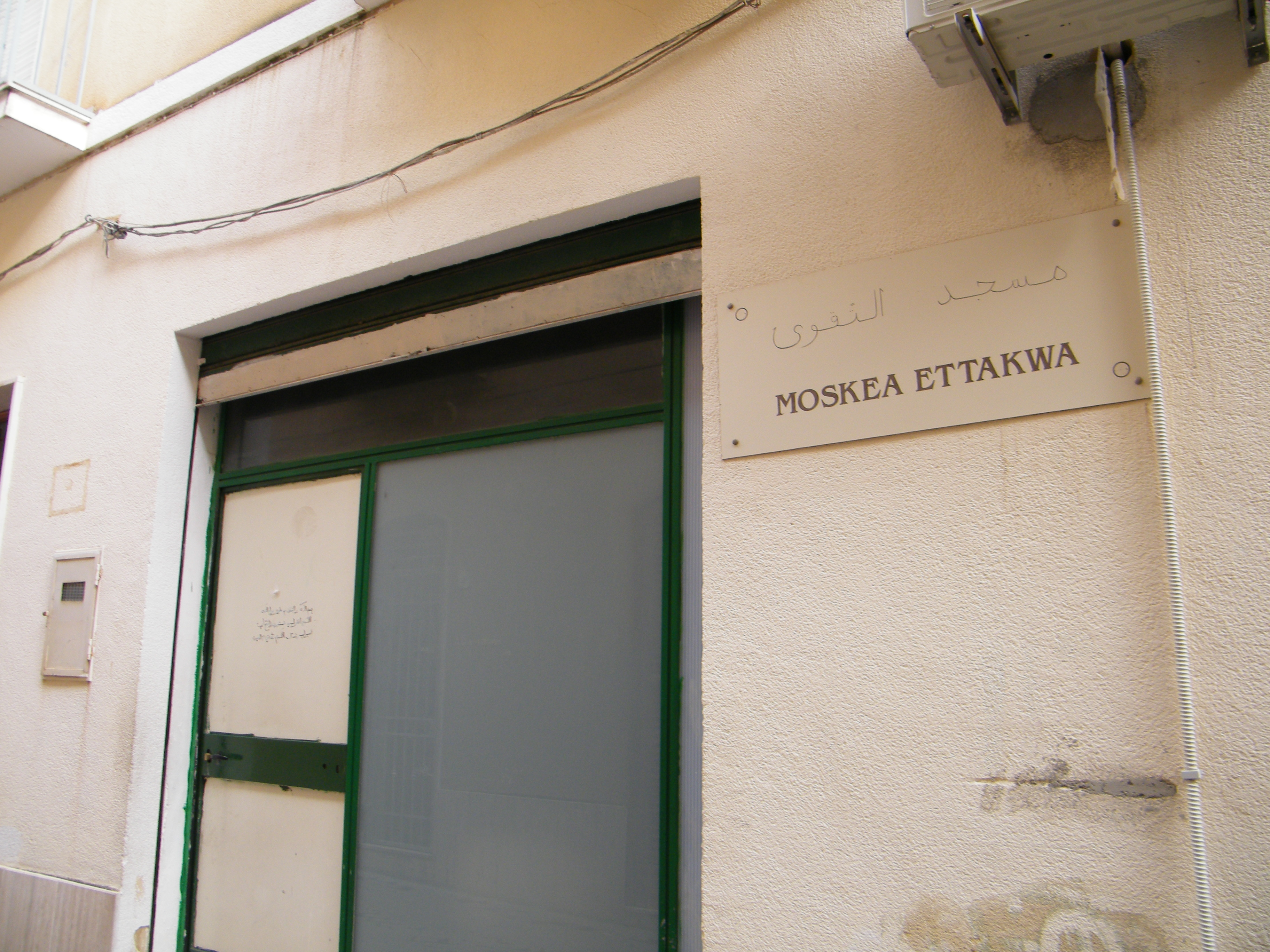
Moschea Ettakwa

La maggior parte della popolazione cittadina è di religione cristiana cattolica, mentre il 15% circa è islamica. I musulmani si riuniscono nell'unico luogo di culto, la moschea Ettakwa, vale a dire "Moschea del timor di Dio", ospitata in un locale del centro storico. Da anni esistono proposte di costruzione di una moschea. In città è presente anche una comunità della chiesa cristiana avventista del settimo giorno.

### Tradizioni e folclore

#### L'Aurora
Nel corso della mattinata della domenica di Pasqua, in piazza della Repubblica ha luogo il rito dell'Aurora: un rito religioso che festeggia la risurrezione di Gesù. In provincia di Trapani si celebra solo a Mazara e a Castelvetrano, introdotta dai padri Carmelitani Scalzi non prima del 1667, anno in cui si insediarono in città. In alcuni comuni della Sicilia e della Calabria viene chiamata Affrontata.
Poco prima delle ore dieci, un Cristo risorto, avvolto da un manto rosso e con una bandiera bianca, viene condotto dalla chiesa di Santa Caterina, fin sotto l'ingresso di Piazza della Repubblica, sotto il passaggio che unisce la Cattedrale al Palazzo vescovile. Allo stesso tempo, una Madonna vestita di bianco e avvolta da un manto nero, preceduta da altri dodici confratelli della stessa compagnia, viene condotta all'altro capo della piazza, sulla via XX Settembre. Ad un dato segno, il Cristo e la Madonna, cui è stato tolto il mantello nero, vengono portati al centro della piazza, e, a breve distanza l'uno dall'altra, si inchinano tre volte. Nel frattempo, dalla statua della Madonna, che è cava, vengono liberate delle colombe bianche o dei palloncini bianchi e la banda musicale suona a festa. Inizia quindi la processione che riporterà le statue alle rispettive chiese: davanti i confratelli, successivamente il Cristo e, più dietro, la Madonna.
Prima del 1864, anno in cui venne abolita quest'usanza, nel bel mezzo del rito dall'allora via Maestranza, oggi via Garibaldi, sbucava un uomo, la Morte della Pasqua, vestito con un sacco di tela gialla, su cui era dipinto uno scheletro in nero, con in mano una falce e una cesta. Questo passava tra la folla, e toglieva ai bambini il campanaro, un tipico dolce locale, e qualunque cosa avessero tra le mani, col tacito consenso dei genitori. Questo personaggio passava anche nelle botteghe di generi alimentari, prendendo sempre qualche cosa.
Questo rito viene ricordato anche da alcuni modi di dire comuni in città:
- Sarvatìllu pi la matina di Pasqua (conservalo per la mattina di Pasqua), usato una volta per indicare un capo di vestiario fuori uso, perché durante il rito dell'Aurora si indossavano accessori che si vedevano solo in quella ricorrenza;
- Ficiru l'arora (hanno fatto l'Aurora), si dice di due persone che non si vedono da tempo e che corrono l'una incontro all'altra.

#### La festa della Madonna del Paradiso
Ogni anno il primo mercoledì dopo la prima domenica di luglio, viene celebrata la festa dell'Incoronazione della Madonna del Paradiso. In tale ricorrenza tutta la popolazione mazarese si riunisce con la Madonna ricorrendo tale avvenimento portando in processione la miracolata effigie. Il culto in onore di Maria Ss. del Paradiso, praticato a Mazara del Vallo sin dall'inizio del XVIII secolo, ricevette un impulso nel 1797 per opera dei padri Liguorini, che furono invitati a tenere un corso di esercizi spirituali di due mesi dal Vescovo del tempo, monsignor Orazio Della Torre, che governò la diocesi di Mazara del Vallo sino al 21 dicembre 1816. Nel corso degli esercizi, i partecipanti venivano istruiti sul perdono, sulla grazia e sulla gloria futura nella Cappella del Paradiso della Casa Santa, dove troneggiava l’immagine dell’Immacolata, opera di Sebastiano Conca. E lì avvenne il prodigio. Era il 3 novembre del 1797, verso le ore 21, quando l’immagine della Beata Vergine, rivolse i suoi occhi verso i presenti. Ripetutosi varie volte il prodigio durante la notte ed il giorno seguente, fu disposta la traslazione della sacra immagine in Cattedrale, in forma solenne e con grandissima partecipazione. Il Capitolo Vaticano, il 10 aprile 1803, decretò l’incoronazione, che ebbe luogo a Mazara del Vallo il 10 luglio 1803. La Madonna del Paradiso è patrona della Diocesi di Mazara del Vallo e compatrona della città di Mazara del Vallo. Tra i tanti personaggi illustri che hanno sostato in preghiera ai piedi della Madonna nel santuario si ricorda la regina Maria Carolina e il principe Leopoldo nei giorni 9 e 13 giugno 1813. La festa liturgica della Madonna del Paradiso è ogni anno dal 3 all'11 novembre che ricorrere l'Ottavario del miracolo, mentre la seconda domenica di luglio la festa dell'incoronazione che ricorre la festa cittadina che va dal primo mercoledì dopo la prima domenica di luglio fino alla terza domenica.

#### Il festino di San Vito

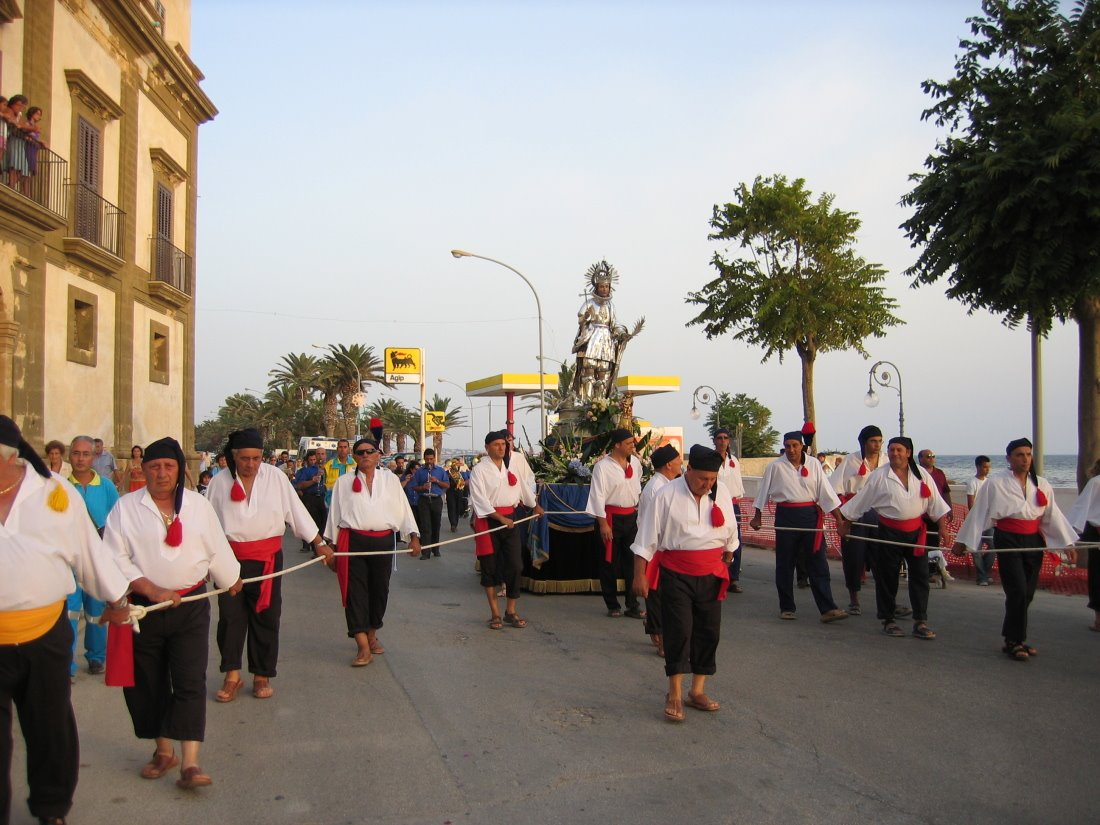
La statua argentea del santo portata in processione durante u fistinu, con i marinai in costume tradizionale

Tradizione fortemente sentita dai mazaresi è "'u fistinu di Santu Vitu", (il festino di San Vito), una celebrazione in onore del patrono della città. Tali festeggiamenti hanno origine nel XVII secolo, quando, il 23 agosto 1614, i giurati deliberano di aggiungere al Santissimo Salvatore, già patrono della città, il concittadino San Vito come compatrono. Tale deliberazione venne poi approvata l'8 settembre dello stesso anno dall'allora vescovo, monsignor Marco La Cava.
Le celebrazioni, inizialmente tenute nei quattro giorni precedenti il 15 giugno, vennero successivamente spostate tra la penultima e l'ultima settimana di agosto.
Tradizionalmente il festino si apre con l'Annunzio, un corteo in abiti seicenteschi che si snoda per le vie della città, ed effettua delle soste per permettere all'araldo di proclamare l'annuncio.
Nelle ore successive all'annunzio avviene il trasporto dalla Chiesa di San Michele (dove il simulacro argenteo rimane tutto l'anno) fino alla Chiesa di San Vito in Urbe (casa di san Vito).
I festeggiamenti si concludono la domenica con l'imbarco della statua su un peschereccio, la Benedizione del Mare e il lancio di una corona d'alloro in acqua, in memoria dei marinai mazaresi morti in mare. Allo sbarco il simulacro in processione viene riportato nella Chiesa di San Michele che verrà conservato.

## Cultura

### Istruzione

#### Biblioteche
Sono presenti tre biblioteche:
- Biblioteca comunale "Leonardo Bonanno", con un patrimonio di più di 65 000 volumi;
- Biblioteca del Seminario vescovile, con più di 34 000 volumi;
- Biblioteca per ragazzi "L'Isola che non c'è" in piazza della Repubblica

#### Ricerca
A Mazara ha sede l'Istituto per l'ambiente marino costiero, unità operativa del Consiglio Nazionale delle Ricerche, che si occupa dello studio delle risorse biologiche del mare.

#### Scuole
Nel territorio comunale sono presenti:
- 6 scuole primarie;
- 4 scuole secondarie di primo grado;
- 4 scuole secondarie di secondo grado, che offrono 7 diverse specializzazioni:
  - istituto professionale per produzione industriale e artigianale;
  - istituto professionale industria e attività marinare;
  - istituto tecnico commerciale;
  - istituto tecnico industriale;
  - liceo classico;
  - liceo linguistico;
  - liceo scientifico;
  - liceo artistico.

#### Università
- Consorzio Universitario della Valle del Belice e del Mediterraneo (CUBEM)

#### Musei
- Mirabilia Urbis, un allestimento ospitato nella Chiesa di San Bartolomeo, ospita reperti provenienti da tutto il territorio Mazarese, in particolare dal sito archeologico di Roccazzo.
- Il Museo diocesano, inaugurato nel 1993 in occasione del nono centenario della fondazione della diocesi, raccoglie il ricco patrimonio di argenti della cattedrale.
- Il Museo ornitologico, inaugurato nel 1984, con 366 uccelli naturalizzati, tra i quali numerosi rari e parecchi di specie ormai estinta[47].
- Il Museo del Satiro danzante, ospitato nella Chiesa di Sant'Egidio, costruita nel 1424.
- Il Museo civico.
- Museo Nazionale degli Scacchi di Mazara del Vallo, il primo in Italia,[48] anche per quantità di reperti attinenti al gioco degli scacchi.[49]

### Media

#### Radio
L'unica radio ancora in attività è:
- Azimut Network.

In passato operavano anche:
- Radio Castello Normanno;
- Radio Liberty Mazara Stereo;
- Radio Luna Mazara;
- Radio Mazara Centrale;
- Radio Mazara International;
- Radio UP;
- Radio Sicilia;
- Radio Antenna Sud;
- Radio Onda Azzurra
- Radio Paisie'
- Radio Mediterraneo
- Radio Sirio

#### Televisione
A Mazara hanno sede due televisioni locali:
- Televallo (in precedenza RTM Radio Televisione Meridionale[53]);
- Tele8 (in precedenza Tele City[54]).

Emittenti televisive definitivamente scomparse sono invece:
- ReteSei[56];
- Tele Mazara (via cavo)[53].

### Arte

#### Pittura e Scultura
La città di Mazara del Vallo ha dato i natali allo scultore di fama mondiale Pietro Consagra, del quale in Piazza Mokarta si può ammirare la scultura Uomini che vengono dal mare e, nel Centro Polivalente di Piazza Plebiscito, una mostra permanente di alcune sue opere.
Tra i pittori Mazara del Vallo ha dato i natali a Tommaso Maria Sciacca di cui si possono apprezzare diverse sue opere nella chiesa di San Michele, ed ancora Giuseppe Boscarino, Enzo Santostefano, Rosa Ferreri, Nino La Barbera, Santo Vassallo, Salvino Catania, Vito Gallo e Giuseppe Modica.

#### Cinema

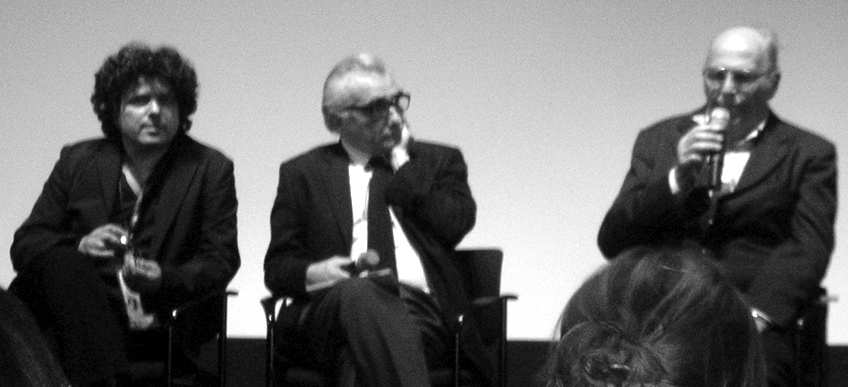
Nella foto da sinistra verso destra; Salvo Cuccia, Martin Scorsese e Vittorio De Seta

Le prime produzioni cinematografiche risalgono già al 1966, con il documentario intitolato Diario di bordo curato dalla regia di Ansano Giannarelli e Piero Nelli. Il film, racconta il viaggio del motopeschereccio Brasilia Quinci fra il mar Mediterraneo e l'Oceano Atlantico, compiuto nel gennaio del 1966; nel 1967, il documentario vinse il Nastro d'argento per la miglior fotografia a cura del direttore della fotografia, Giuseppe Pinori, oltre a vincere altri svariati premi.
Nel 2001 la città fu protagonista della miniserie televisiva Brancaccio, diretta da Gianfranco Albano, dove venne girata gran parte della storia; il film, tratto da una vicenda di cronaca nera, racconta la storia del parroco Pino Puglisi assassinato dalla mafia il 15 settembre 1993.
Nel 2003 venne girato il documentario Il Satiro Danzante di Mazara del Vallo, curato dal regista Salvo Cuccia; il documentario racconta l'importante scoperta della statua bronzea chiamata Satiro danzante, ritrovata nel 1998 a Mazara del Vallo.
Nel 2011 viene realizzato il film (inizialmente partorito come cortometraggio) Il gioco è fatto?, del regista mazarese Francesco Russo; girato in gran parte a Mazara del Vallo, il film, ambientato nella Sicilia degli anni sessanta, racconta la storia di Salvatore, dedito al vizio del gioco d'azzardo come il padre. La moglie in qualche modo, cerca di tirarlo fuori per salvare la famiglia. Il film nel 2011 vinse il premio come miglior opera prima al Terra di Siena Film Festival, e nel 2012 vinse il premio come miglior colonna sonora, al Film Festival di New Jersey. Nello stesso anno venne girato il cortometraggio Caramadre di Matteo Pianezzi.
Nel 2017 Mazara del Vallo venne scelta come location per girare alcune scene del film L'ordine delle cose, diretto da Andrea Segre; il film, incentrato sul tema dell'immigrazione, è stato girato a Piazza Plebiscito e presso la zona del porto. Nel 2018 parte del documentario Diario di Tonnara diretto da Giovanni Zuppeddu, venne girato a Mazara del Vallo.
Nel 2020 la città è stata scelta come location, per la serie televisiva Anna curata da Niccolò Ammaniti; prodotta da Sky Italia, la serie verte intorno alla storia di Anna, una ragazzina di tredici anni sopravvissuta perché immune ad un misterioso virus proveniente dal Belgio, letale solo per gli adulti.
La città di Mazara è stata location del film tv Sorelle per sempre, diretto da Andrea Porporati nel 2021. L'opera narra la vera storia di Melissa Foderà e Caterina Alagna, scambiate erroneamente in ospedale al momento della loro nascita, il 1º gennaio 1998.
Lista dei film
Di seguito la lista parziale dei film girati interamente a Mazara del Vallo, o che riguardano alcune scene riprese dalla città.
- Diario di bordo, regia di Ansano Giannarelli e Piero Nelli (1966) documentario
- Brancaccio, regia di Gianfranco Albano (2001) miniserie televisiva
- Il Satiro Danzante di Mazara del Vallo, regia di Salvo Cuccia (2003) documentario
- Il gioco è fatto?, regia di Francesco Russo (2011)
- Caramadre, regia di Matteo Pianezzi (2011) cortometraggio
- Il viaggio di Malombra, regia di Rino Marino (2012)
- Mohamed e il pescatore, regia di Marco Leopardi (2012) documentario
- Mare bianco, regia di Alessandro Renda (2014) documentario
- L'ordine delle cose, regia di Andrea Segre (2017)
- Diario di Tonnara, regia di Giovanni Zuppeddu (2018) documentario
- Anna, regia di Niccolò Ammaniti (2020) serie televisiva
- Sorelle per sempre, regia Andrea Porporati (2021) film TV

### Eventi
Tra il 1979 e il 1986 a Mazara si sono tenuti gli Incontri fra i Popoli del Mediterraneo ideati e coordinate dal poeta mazarese Rolando Certa. Gli Incontri svolti a Mazara furono i primi nel loro genere in Italia e nel Mediterraneo e si occupavano di pace e cooperazione fra i popoli. Gli Incontri al loro apice hanno visto la partecipazione di 24 delegazioni provenienti da tutto il Mondo.

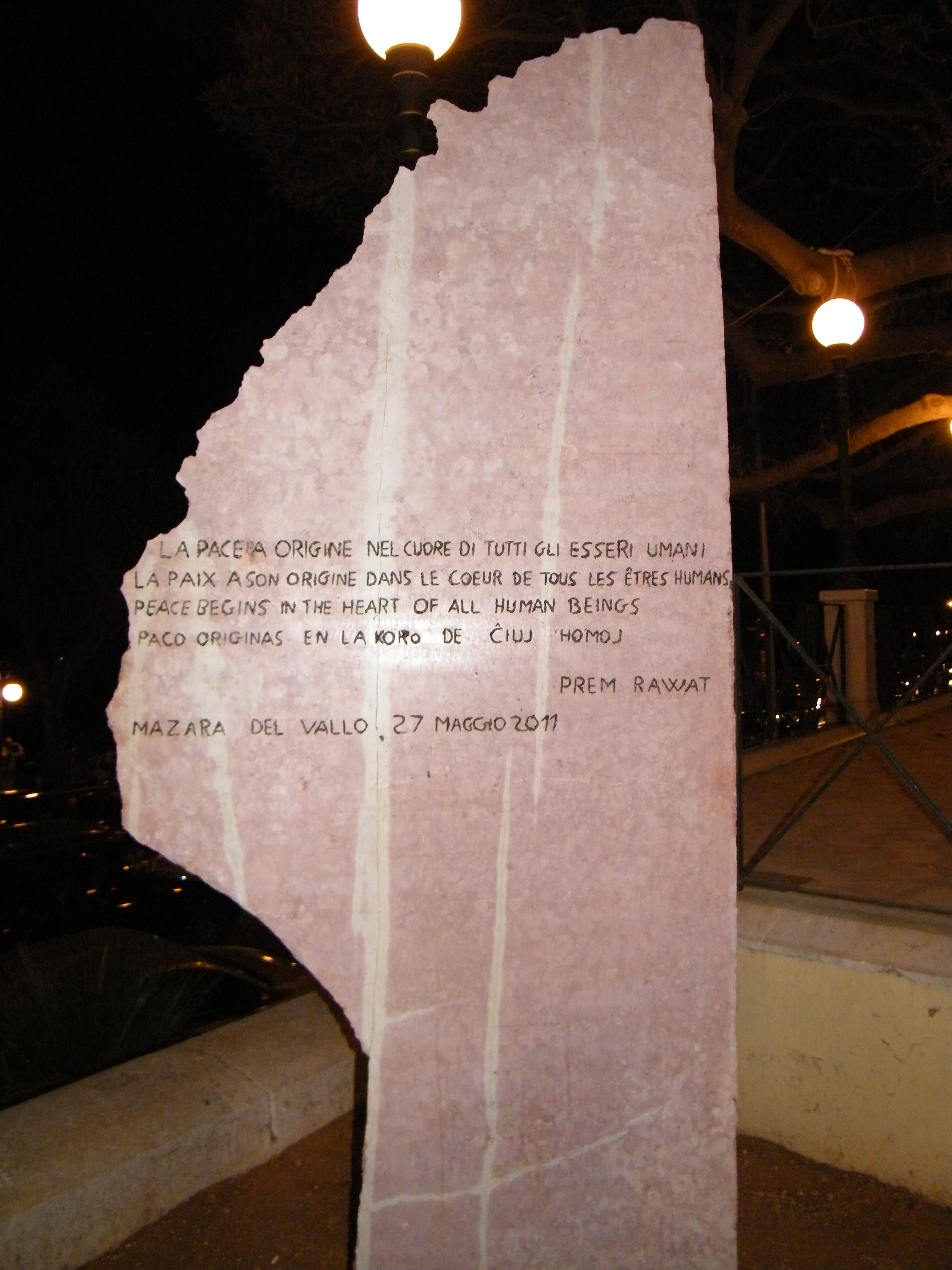
Stele della Pace

Tra il 23 e il 28 maggio 2011 si è svolta la Settimana della Pace e della Solidarietà, organizzata in collaborazione la Prem Rawat Foundation e l'Associazione Percorsi. In occasione della visita di Prem Rawat, è stata inaugurata la Stele della Pace, sita in Piazza Mokarta, con incisa una frase in italiano, francese, inglese ed esperanto.
(Prem Rawat, Stele della Pace)
La città di Mazara è stata dal 18 al 25 agosto 2012, sede del 79º Congresso Italiano di Esperanto. In occasione di tale evento è stata tradotta in esperanto anche la toponomastica del centro storico.

## Economia
Le attività economiche che contraddistinguono Mazara del Vallo sono principalmente la pesca, il turismo e l'agricoltura.
L'economia cittadina è trainata dal comparto pesca, comprese la lavorazione e la conservazione del pesce, e le costruzioni navali. La città è uno dei più importanti e noti porti pescherecci del Mediterraneo, base di armamento di una flotta di circa 400 grandi motopescherecci d'altura (con circa 4.000 pescatori imbarcati), che rientrano ogni 50-60 giorni.
In agricoltura ricca è la produzione di uve, inzolia, catarratto, zibibbo, agrumi e olive.

## Infrastrutture e trasporti

### Strade
La città di Mazara è punto finale dell'autostrada A29 Palermo-Mazara del Vallo, che si innesta sulla strada statale 115 Sud Occidentale Sicula. Quest'ultima costituisce la circonvallazione della città. Ad inizio agosto 2011, il CIPE ha deliberato lo stanziamento dei fondi per la realizzazione della bretella Mazara-Birgi, che dovrebbe idealmente chiudere l'anello autostradale nella parte occidentale della Sicilia.
Nel territorio comunale, al confine settentrionale con il territorio di Marsala, insiste per un breve tratto anche la strada statale 188 Centro Occidentale Sicula che, a causa della sua eccessiva distanza dal centro abitato, non fa parte dei normali flussi di traffico.
La città è anche servita da diverse strade provinciali, che si addentrano nelle campagne mazaresi, e vengono quindi usate principalmente dai mezzi agricoli:
- Strada Provinciale 8 di serie n. 20 di Castelvetrano (solo marginalmente, al confine con Salemi)
- Strada Provinciale 25 Mazara – Castelvetrano
- Strada Provinciale 38 Mazara – Granitola
- Strada Provinciale 40 allacciamento della SS188 alla SP62
- Strada Provinciale 42 allacciamento SP50 con la SP25
- Strada Provinciale 50 Mazara – Salemi
- Strada Provinciale 62 Marsala – Favara – Ciavolo – Chelbi – Casale Judeo
- Strada Provinciale 65 di Madonna Bona
- Strada Provinciale 66 di Gorghi Tondi
- Strada Provinciale 67 di Giuffro
- Strada Provinciale 70 di Runza
- Strada Provinciale 76 di Roccolino
- Strada Provinciale 85 Celso – Piano Antalbo 1° tronco

Mazara del Vallo è inoltre collegata a Trapani, Marsala, Palermo ed Agrigento da autobus di linea. Dall'agosto 2011 esiste inoltre un collegamento bus con l'aeroporto di Trapani-Birgi operato dall'Azienda Siciliana Trasporti.

### Ferrovie
Per quanto riguarda il trasporto su rotaia, in città ha sede la Stazione di Mazara del Vallo della linea ferroviaria Palermo-Trapani (via Castelvetrano). È presente anche una seconda stazione, la Stazione di San Nicola di Mazara, sita in Contrada San Nicola, ormai in disuso da tempo.

### Porti

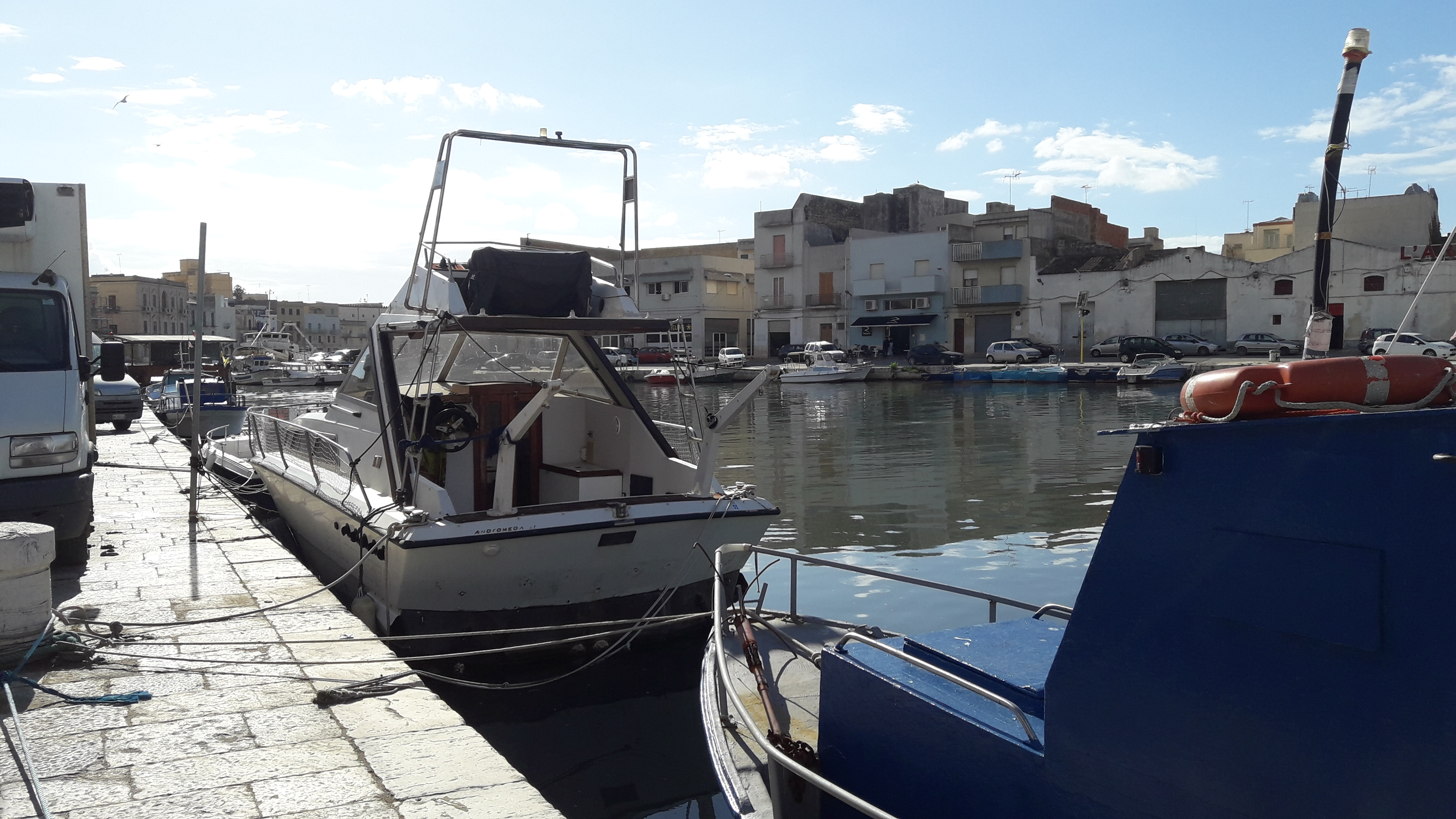
Il porto canale

Il porto della città è suddiviso in due bacini: il porto nuovo ed il porto canale. Il primo è artificiale, e, chiuso a ponente dalla diga foranea, si protende per 1.460 metri ad est dall'antemurale curvilineo, a difesa della banchina Mokarta e delle due darsene che si aprono sul versante occidentale, nonché della banchina Edrisi costituente, assieme alla banchina di buon vento, l'approdo turistico sul versante est. Il secondo, è un antico porto naturale ricavato alla foce del fiume Mazaro, che si addentra per circa 700 metri.
Il porto di Mazara del Vallo realizza funzioni commerciali, di scalo passeggeri, approvvigionamento petrolifero per la presenza di un deposito di carburanti costiero, di scalo industriale, ospitando diversi cantieri navali, ed infine scalo peschereccio, essendo la principale base di pescherecci d'altura del Mediterraneo.
È sede del Compartimento marittimo, l'unico, con quello di Salerno, autorizzato a registrare le matricole del naviglio maggiore alla stregua di una Direzione Marittima.
Nel porto si trovano altresì navi appoggio ed unità idrografiche adibite alla manutenzione del gasdotto sottomarino Italia-Algeria che sbocca nei pressi di Capo Feto, nonché di cavi a fibre ottiche che si dipartono sia dal litorale di Tonnarella che di San Vito, rispettivamente ad ovest e ad est della città.
Il movimento commerciale nel porto viene operato presso le banchine Mokarta e Ruggero II. Alla banchina Mokarta attraccano anche le navi da crociera in transito, mentre i servizi regolari di trasporto passeggeri fanno scalo alla banchina Ammiraglio Francese nel porto nuovo, o alla banchina Giovan Battista Quinci, all'uscita del porto canale sul versante est.
Ancorati alla banchina Edrisi sul lato interno della diga antemurale si trovano dei pontili galleggianti, costituenti un approdo turistico capace di più di 300 posti barca per naviglio da diporto di ogni dimensione, e dotato di tutti i servizi, a partire dall'approvvigionamento idrico e di carburante. Altra possibilità di ormeggio presso strutture organizzate è data dalla banchina di buon vento, che unisce la banchina Edrisi alla terraferma (piazzale Quinci) mentre il porto canale (banchina Comandante Caito) offre possibilità di ormeggio libero e gratuito alle unità in transito.
A 0,7 miglia a est del porto commerciale si trova il porticciolo di San Vito, un secondo approdo turistico più piccolo del precedente, ormai in disuso vista l'ingiunzione di sgombero dalla Capitaneria di Porto, costituito da una scogliera di soprafflutto lunga 90 m e da una scogliera di sottoflutto.

### Aeroporti

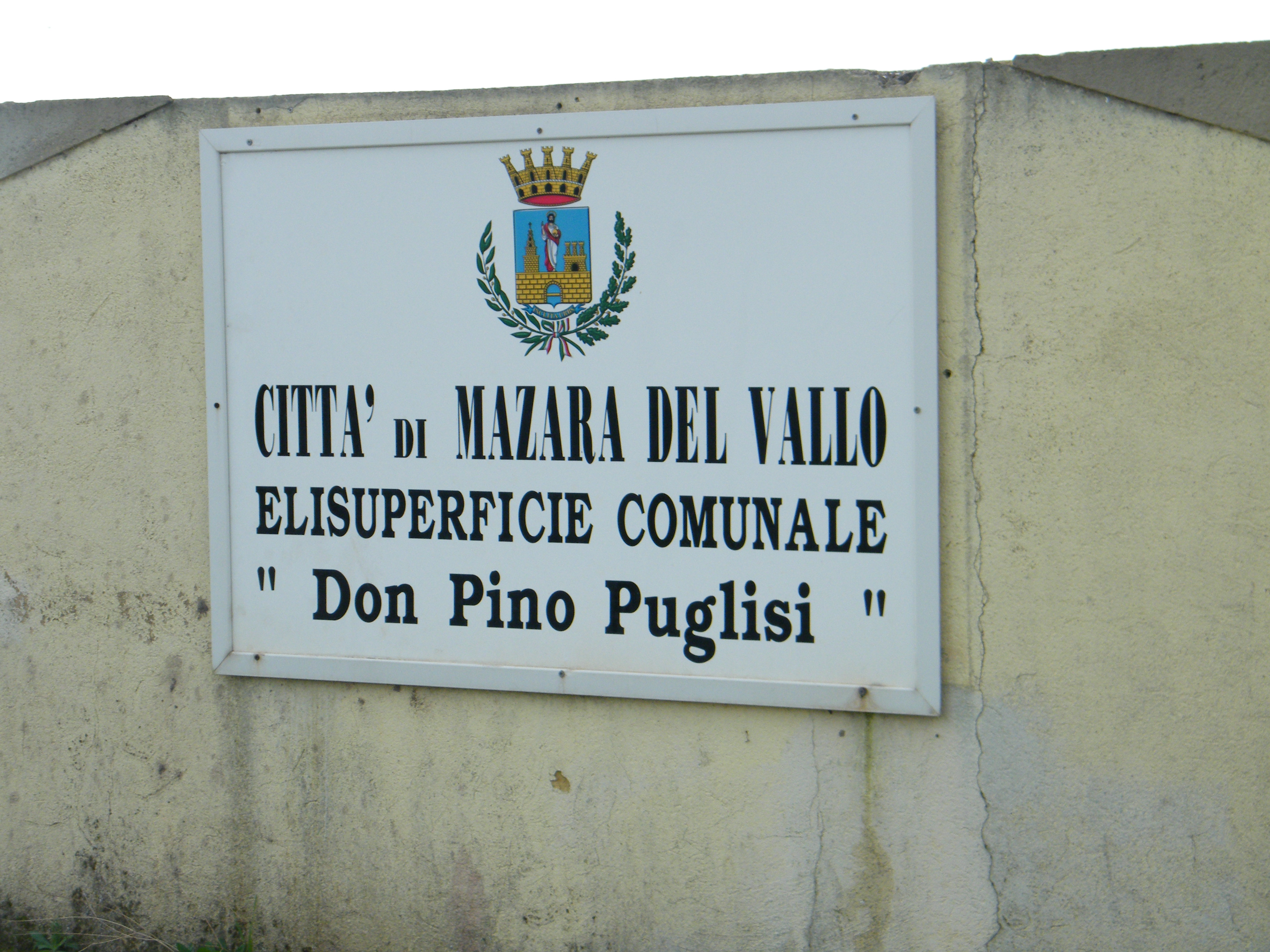
Elisuperficie comunale

La città è dotata di un'elisuperficie, intitolata a Don Pino Puglisi, utilizzata principalmente per motivi sanitari e di emergenza. L'elisuperficie si trova a 49 metri s.l.m., ed è entrata in funzione l'11 giugno 2007.

### Telecomunicazioni
La città di Mazara del Vallo è sede di una importantissima landing station per cavi sottomarini. In particolare vi transitano i seguenti cavi:
- Columbus 3 (Europa - America)
- Didon (Italia - Tunisia)
- Go-1 (Italia - Malta)
- Hannibal (Italia - Tunisia)
- Italy-Libya (Italia - Libia)
- Janna (Sicilia - Sardegna)
- Lev (Italia - Cipro, Israele)
- MENA (Italia - Egitto, Arabia Saudita, Gibuti, Oman)
- SeaMeWe-3 (Italia - Nord Europa, Oriente)

## Amministrazione

### Gemellaggi
Mazara è gemellata con cinque città:
- Mahdia, dal 1973
- Santa Pola, dal 1997
- Volos
- Trebisacce
- Gravina in Puglia, dal 2016
- Moretta, dal 2025

Mazara del Vallo ha sottoscritto un accordo di collaborazione con  Białystok, in quanto città che sostengono l'esperanto.

## Sport

### Calcio
La squadra di calcio cittadina principale è l'Associazione Sportiva Dilettantistica Mazara Calcio, dai colori sociali giallo-blu. Le maggiori affermazioni sportive si ebbero a partire dagli anni ottanta con la vittoria nel Campionato Interregionale 1984-1985, poi revocato a causa di un illecito sportivo che penalizzò la squadra, la quale non venne promossa nella categoria superiore. Vanta 32 campionati nel Campionato Nazionale Dilettanti, di cui 19 stagioni consecutive: dal 1976 al 1995. Attualmente la società milita nel campionato di Promozione Sicilia.
Vi era poi un'altra squadra di calcio che militava in Eccellenza: l'A.S.D. S.C. Mazarese, che ha ceduto il titolo sportivo al Marsala 1912. Infine vi è l'A.S.D. Trasmazzaro che milita in terza categoria.

### Pallacanestro
Esiste una squadra di basket, l'A.S.D. Basket Mazara, che milita in Serie C regionale.

### Calcio a 5
Il Mazara Futsal 2020 è la squadra di Calcio a 5 della città, vincitrice del campionato di Serie B 2023-2024 (calcio a 5) e della Coppa Italia nazionale di categoria. Nella stagione 2024-2025, per la prima volta nella sua storia, milita in Serie A2 (calcio a 5).

### Pallamano
La squadra cittadina che è riuscita a raggiungere i maggiori traguardi sportivi è stata la Pallamano Mazara che tra il 1995 e il 1998 ha disputato ben 3 campionati di Serie A - 1ª Divisione Nazionale, primo livello del campionato italiano di pallamano maschile

### Scherma
A Mazara del Vallo ha sede la ASD Mazara Scherma, dove ha iniziato l'attività la campionessa di sciabola Loreta Gulotta.